# TSUBAME (supercomputadora)
TSUBAME es una serie de supercomputadoras que opera en el Centro GSIC del Instituto de Tecnología de Tokio en Japón, diseñado por Satoshi Matsuoka.

## Versiones

### Tsubame 1.0
El Tsubame 1.0 fue construido por Sun Microsystems y comenzó a operar en 2006, logrando un rendimiento teórico de 85 TFLOPS, siendo la supercomputadora más poderosa de Japón en ese momento. El sistema constaba de 655 nodos conectados InfiniBand, cada uno con 8 CPU AMD Opteron 880 y 885 de doble núcleo y 32 GB de memoria. Tsubame 1.0 también incluyó 600 tarjetas ClearSpeed X620 Advance.

#### Tsubame 1.2
En 2008, Tsubame se actualizó con 170 racks de servidor con GPGPU Nvidia Tesla S1070, agregando un total de 680 procesadores GPU Tesla T10 para computación GPGPU. Esto aumentó el rendimiento teórico a 170 TFLOPS, convirtiéndolo en ese momento en el segundo superordenador más potente de Japón y el 29 en el mundo.

### Tsubame 2.0
Tsubame 2.0 fue construido en 2010 por HP y NEC como reemplazo de Tsubame 1.0. Con un pico de 2.288 TFLOPS, en junio de 2011 ocupó el puesto 5 en el mundo. Tenía en su momento 1.400 nodos que utilizan procesadores Xeon 5600 de seis núcleos y Xeon 7500 de ocho núcleos. El sistema también incluyó 4.200 módulos de cómputo Nvidia Tesla M2050 GPGPU. En total, el sistema tenía 80,6 TB de DRAM, además de 12,7 TB de memoria GDDR en los dispositivos GPU.

#### Tsubame 2.5
La actualización en la versión 2.5 de 2014, reemplazó todos los módulos de cómputo Nvidia M2050 GPGPU con módulos de cómputo Nvidia Tesla Kepler K20x. Esto permitió alcanzar un rendimiento teórico de 17,1 PFLOPS de precisión simple.

#### Tsubame-KFC
Tsubame-KFC agregó enfriamiento líquido a base de aceite para reducir el consumo de energía. Esto permitió que el sistema alcanzara las mejores eficiencias de rendimiento del mundo, 4,5 gigaflops/vatio.

### Tsubame 3.0
En febrero de 2017, el Instituto de Tecnología de Tokio anunció que agregaría un nuevo sistema, Tsubame 3.0. Fue desarrollado utilizando hardware provisto por HPE y se centra en la inteligencia artificial y apunta a alcanzar los 12,2 PFLOPS de rendimiento de doble precisión. Se informa que el diseño utiliza 2.160 módulos con GPGPU Nvidia Tesla P100, además de los procesadores Intel Xeon E5-2680 v4.
Tsubame 3.0 ocupó el puesto 13 en la lista de noviembre de 2017 del ranking de supercomputadoras TOP500, con un rendimiento teórico de 8.125 TFLOPS. Ocupó el primer lugar en la lista de junio de 2017 del ranking de eficiencia energética Green500 con una métrica de 14.110 GFLOPS/vatio.